# Pardosa
Pardosa är ett släkte av spindlar som beskrevs av Carl Ludwig Koch 1847. Pardosa ingår i familjen vargspindlar.

## Dottertaxa tillPardosa, i alfabetisk ordning[1][2]
- Pardosa abagensis
- Pardosa aciculifera
- Pardosa acorensis
- Pardosa adustella
- Pardosa aenigmatica
- Pardosa afflicta
- Fältvargspindel
- Strandvargspindel
- Brantvargspindel
- Pardosa alasaniensis
- Pardosa albatula
- Pardosa alboannulata
- Pardosa albomaculata
- Pardosa algens
- Pardosa algina
- Pardosa algoides
- Pardosa alii
- Pardosa altamontis
- Pardosa alticola
- Pardosa altitudis
- Pardosa amacuzacensis
- Pardosa amamiensis
- Pardosa amazonia
- Pardosa amentata
- Pardosa amkhasensis
- Pardosa anchoroides
- Pardosa ancorifera
- Pardosa anfibia
- Pardosa angolensis
- Pardosa angusta
- Pardosa angustifrons
- Pardosa anomala
- Pardosa apostoli
- Pardosa aquatilis
- Pardosa aquila
- Pardosa arctica
- Pardosa astrigera
- Pardosa atlantica
- Pardosa atomaria
- Pardosa atrata
- Pardosa atronigra
- Pardosa atropalpis
- Pardosa atropos
- Pardosa aurantipes
- Pardosa azerifalcata
- Pardosa baehrorum
- Pardosa balaghatensis
- Pardosa baoshanensis
- Pardosa baraan
- Pardosa bargaonensis
- Pardosa basiri
- Pardosa bastarensis
- Pardosa baxianensis
- Pardosa beijiangensis
- Pardosa bellona
- Pardosa benadira
- Pardosa bendamira
- Pardosa beringiana
- Pardosa bernensis
- Pardosa bidentata
- Pardosa bifasciata
- Pardosa birabeni
- Pardosa birmanica
- Pardosa blanda
- Pardosa bleyi
- Pardosa brevimetatarsis
- Pardosa brevivulva
- Pardosa brunellii
- Pardosa buchari
- Pardosa bucklei
- Pardosa bukukun
- Pardosa burasantiensis
- Pardosa buriatica
- Pardosa californica
- Pardosa caliraya
- Pardosa canalis
- Pardosa caucasica
- Pardosa cavannae
- Pardosa cayennensis
- Pardosa cervina
- Pardosa cervinopilosa
- Pardosa chahraka
- Pardosa chambaensis
- Pardosa chapini
- Pardosa chenbuensis
- Pardosa chiapasiana
- Pardosa chindanda
- Pardosa chionophila
- Pardosa cincta
- Pardosa cinerascens
- Pardosa clavipalpis
- Pardosa cluens
- Pardosa colchica
- Pardosa coloradensis
- Pardosa completa
- Pardosa concinna
- Pardosa concolorata
- Pardosa condolens
- Pardosa confalonierii
- Pardosa confusa
- Pardosa consimilis
- Pardosa costrica
- Pardosa crassipalpis
- Pardosa crassistyla
- Pardosa credula
- Pardosa cribrata
- Pardosa cubana
- Pardosa dabiensis
- Pardosa dagestana
- Pardosa dalkhaba
- Pardosa danica
- Pardosa daqingshanica
- Pardosa darolii
- Pardosa datongensis
- Pardosa debolinae
- Pardosa delicatula
- Pardosa dentitegulum
- Pardosa desolatula
- Pardosa diasetsuensis
- Pardosa dilecta
- Pardosa distincta
- Pardosa diuturna
- Pardosa donabila
- Pardosa dondalei
- Pardosa dorsalis
- Pardosa dorsuncata
- Pardosa dranensis
- Pardosa drenskii
- Pardosa dromaea
- Pardosa duplicata
- Pardosa dzheminey
- Pardosa ecatli
- Pardosa eiseni
- Pardosa ejusmodi
- Pardosa elegans
- Pardosa elegantula
- Pardosa enucleata
- Pardosa erupticia
- Pardosa evelinae
- Pardosa falcata
- Pardosa falcifera
- Pardosa falcula
- Pardosa fallax
- Pardosa fastosa
- Pardosa femoralis
- Pardosa ferruginea
- Pardosa flammula
- Pardosa flavida
- Pardosa flavipalpis
- Pardosa flavipes
- Pardosa flavisterna
- Pardosa fletcheri
- Pardosa floridana
- Pardosa fortunata
- Pardosa fulvipes
- Pardosa furcifera
- Pardosa fuscosoma
- Pardosa fuscula
- Pardosa gastropicta
- Pardosa gefsana
- Pardosa gerhardti
- Pardosa ghigii
- Pardosa ghourbanda
- Pardosa giebeli
- Pardosa glabra
- Pardosa glacialis
- Pardosa golbagha
- Pardosa gopalai
- Pardosa gothicana
- Pardosa gracilenta
- Pardosa graminea
- Pardosa groenlandica
- Pardosa guadalajarana
- Pardosa guerechka
- Pardosa gusarensis
- Pardosa haibeiensis
- Pardosa hamifera
- Pardosa hartmanni
- Pardosa hatanensis
- Pardosa haupti
- Pardosa hedini
- Pardosa herbosa
- Pardosa hetchi
- Pardosa heterophthalma
- Pardosa hohxilensis
- Pardosa hokkaido
- Pardosa hortensis
- Pardosa hydaspis
- Pardosa hyperborea
- Pardosa hypocrita
- Pardosa ibex
- Pardosa ilgunensis
- Pardosa incerta
- Pardosa indecora
- Pardosa iniqua
- Pardosa injucunda
- Pardosa inopina
- Pardosa inquieta
- Pardosa intermedia
- Pardosa invenusta
- Pardosa irretita
- Pardosa irriensis
- Pardosa isago
- Pardosa italica
- Pardosa izabella
- Pardosa jabalpurensis
- Pardosa jambaruensis
- Pardosa jartica
- Pardosa jeniseica
- Pardosa jergeniensis
- Pardosa jinpingensis
- Pardosa josemitensis
- Pardosa kalpiensis
- Pardosa karagonis
- Pardosa katangana
- Pardosa kavango
- Pardosa knappi
- Pardosa kondeana
- Pardosa kratochvili
- Pardosa krausi
- Pardosa kronestedti
- Pardosa kupupa
- Pardosa labradorensis
- Pardosa laciniata
- Pardosa laetabunda
- Pardosa laevitarsis
- Pardosa lahorensis
- Pardosa laidlawi
- Pardosa lapidicina
- Pardosa lapponica
- Pardosa lasciva
- Pardosa laura
- Pardosa lawrencei
- Pardosa leipoldti
- Pardosa leprevosti
- Pardosa leucopalpis
- Pardosa limata
- Pardosa lineata
- Pardosa linguata
- Pardosa littoralis
- Pardosa lombokibia
- Pardosa longionycha
- Pardosa longisepta
- Pardosa longivulva
- Pardosa lowriei
- Pardosa luctinosa
- Pardosa ludia
- Pardosa lugubris
- Pardosa lurida
- Pardosa lusingana
- Pardosa lycosina
- Pardosa lycosinella
- Pardosa lyrata
- Pardosa lyrifera
- Pardosa lyrivulva
- Pardosa mabinii
- Pardosa mabweana
- Pardosa mackenziana
- Pardosa maculata
- Pardosa maculatipes
- Pardosa maimaneha
- Pardosa maisa
- Pardosa manicata
- Pardosa manubriata
- Pardosa marchei
- Pardosa marialuisae
- Pardosa martensi
- Pardosa martinii
- Pardosa masareyi
- Pardosa masurae
- Pardosa mayana
- Pardosa medialis
- Pardosa mendicans
- Pardosa mercurialis
- Pardosa messingerae
- Pardosa metlakatla
- Pardosa milvina
- Pardosa minuta
- Pardosa mionebulosa
- Pardosa miquanensis
- Pardosa mira
- Pardosa mixta
- Pardosa modica
- Pardosa moesta
- Pardosa mongolica
- Pardosa montgomeryi
- Pardosa monticola
- Pardosa mordagica
- Pardosa morosa
- Pardosa mtugensis
- Pardosa mubalea
- Pardosa mukundi
- Pardosa mulaiki
- Pardosa multivaga
- Pardosa muzkolica
- Pardosa mysorensis
- Pardosa naevia
- Pardosa naevioides
- Pardosa nanica
- Pardosa nanyuensis
- Pardosa narymica
- Pardosa nebulosa
- Pardosa nenilini
- Pardosa nesiotis
- Pardosa nicobarica
- Pardosa nigra
- Pardosa nigriceps
- Pardosa ninigoriensis
- Pardosa nojimai
- Pardosa nordicolens
- Pardosa nostrorum
- Pardosa novitatis
- Pardosa oakleyi
- Pardosa obscuripes
- Pardosa observans
- Pardosa occidentalis
- Pardosa odenwalli
- Pardosa oksalai
- Pardosa oljunae
- Pardosa olympica
- Pardosa oncka
- Pardosa ontariensis
- Pardosa orcchaensis
- Pardosa orealis
- Pardosa oreophila
- Pardosa oriens
- Pardosa orophila
- Pardosa orthodox
- Pardosa ourayensis
- Pardosa ovambica
- Pardosa pacata
- Pardosa pahalanga
- Pardosa paleata
- Pardosa palliclava
- Pardosa paludicola
- Pardosa palustris
- Pardosa papilionaca
- Pardosa paracolchica
- Pardosa paralapponica
- Pardosa paramushirensis
- Pardosa paratesquorum
- Pardosa partita
- Pardosa parvula
- Pardosa passibilis
- Pardosa patapatensis
- Pardosa pauxilla
- Pardosa pedia
- Pardosa pertinax
- Pardosa petrunkevitchi
- Pardosa pexa
- Pardosa pinangensis
- Pardosa pirkuliensis
- Pardosa plagula
- Pardosa plumipedata
- Pardosa plumipes
- Pardosa podhorskii
- Pardosa poecila
- Pardosa pontica
- Pardosa porpaensis
- Pardosa portoricensis
- Pardosa potamophila
- Pardosa praepes
- Pardosa prativaga
- Pardosa procurva
- Pardosa profuga
- Pardosa prolifica
- Pardosa prosaica
- Pardosa proxima
- Pardosa psammodes
- Pardosa pseudoannulata
- Pardosa pseudokaragonis
- Pardosa pseudolapponica
- Pardosa pseudostrigillata
- Pardosa pseudotorrentum
- Pardosa pullata
- Pardosa pumilio
- Pardosa pusiola
- Pardosa pyrenaica
- Pardosa qingzangensis
- Pardosa qinhaiensis
- Pardosa qionghuai
- Pardosa rabulana
- Pardosa rainieriana
- Pardosa ramulosa
- Pardosa ranjani
- Pardosa rara
- Pardosa rascheri
- Pardosa rhenockensis
- Pardosa rhombisepta
- Pardosa riparia
- Pardosa riveti
- Pardosa roeweri
- Pardosa royi
- Pardosa ruanda
- Pardosa rudis
- Pardosa rugegensis
- Pardosa sagei
- Pardosa saltans
- Pardosa saltonia
- Pardosa saltuaria
- Pardosa saltuarides
- Pardosa sangzhiensis
- Pardosa sanmenensis
- Pardosa santamaria
- Pardosa saturatior
- Pardosa saxatilis
- Pardosa schenkeli
- Pardosa schreineri
- Pardosa schubotzi
- Pardosa selengensis
- Pardosa semicana
- Pardosa septentrionalis
- Pardosa serena
- Pardosa shuangjiangensis
- Pardosa shugangensis
- Pardosa shyamae
- Pardosa sibiniformis
- Pardosa sichuanensis
- Pardosa sierra
- Pardosa silvarum
- Pardosa sinensis
- Pardosa sinistra
- Pardosa soccata
- Pardosa socorroensis
- Pardosa sodalis
- Pardosa songosa
- Pardosa sordidata
- Pardosa sordidecolorata
- Pardosa sowerbyi
- Pardosa sphagnicola
- Pardosa stellata
- Pardosa sternalis
- Pardosa steva
- Pardosa straeleni
- Pardosa strandembriki
- Pardosa strena
- Pardosa strigata
- Pardosa strix
- Pardosa subalpina
- Pardosa subanchoroides
- Pardosa subhadrae
- Pardosa subproximella
- Pardosa subsordidatula
- Pardosa suchismitae
- Pardosa sumatrana
- Pardosa sutherlandi
- Pardosa suwai
- Pardosa taczanowskii
- Pardosa takahashii
- Pardosa tangana
- Pardosa tappaensis
- Pardosa tasevi
- Pardosa tatarica
- Pardosa tenasserimensis
- Pardosa tenera
- Pardosa tenuipes
- Pardosa tesquorum
- Pardosa tesquorumoides
- Pardosa tetonensis
- Pardosa thalassia
- Pardosa thompsoni
- Pardosa thorelli
- Pardosa tikaderi
- Pardosa timidula
- Pardosa torrentum
- Pardosa trailli
- Pardosa tricuspidata
- Pardosa tridentis
- Pardosa trifoveata
- Pardosa tristicella
- Pardosa tristiculella
- Pardosa tristis
- Pardosa troitskensis
- Pardosa tschekiangiensis
- Pardosa tumida
- Pardosa tuoba
- Pardosa turkestanica
- Pardosa tyshchenkoi
- Pardosa uiensis
- Pardosa uintana
- Pardosa umtalica
- Pardosa uncata
- Pardosa uncifera
- Pardosa unguifera
- Pardosa upembensis
- Pardosa utahensis
- Pardosa vadosa
- Pardosa wagleri
- Pardosa vagula
- Pardosa valens
- Pardosa valida
- Pardosa vancouveri
- Pardosa warayensis
- Pardosa wasatchensis
- Pardosa vatovae
- Pardosa verticillifer
- Pardosa vindex
- Pardosa vindicata
- Pardosa vinsoni
- Pardosa virgata
- Pardosa vittata
- Pardosa vlijmi
- Pardosa vogelae
- Pardosa v-signata
- Pardosa vulvitecta
- Pardosa wuyiensis
- Pardosa wyuta
- Pardosa xerampelina
- Pardosa xerophila
- Pardosa xinjiangensis
- Pardosa yadongensis
- Pardosa yaginumai
- Pardosa yamanoi
- Pardosa yavapa
- Pardosa zhangi
- Pardosa zhanjiangensis
- Pardosa zhui
- Pardosa zionis
- Pardosa zorimorpha
- Pardosa zuojiani